# Not Afraid
"Not Afraid" er Eminems første singleudspil fra hans syvende studioalbum Recovery.

## Baggrund
Den 27. april, 2010, udgivet Eminem en freestyle med titlen "Despicable" over " Over" af Drake og Beamer, Benz, eller Bentley "af Lloyd Banks featuring Juelz Santana som promo for det indre marked.
I sangen, der beskrives som værende "opløftende" af manager Paul Rosenberg, fortæller Eminem, hvordan han har forsøgt at overvinde problemerne i sit liv de sidste par år, hovedsagelig sit stofmisbrug og rehabilitering. Han bemærker også, at han ikke længere vil bruge accent i fremtiden hvorefter han fortælle om hvordan hans sidste album, Relapse , ikke var så godt i forhold til hans tidligere albums. Han lover han aldrig vil stoppe igen og nu kun har sine døtre og hans musik at fokusere på.
I modsætning til første singler fra Eminems tidligere albums ("My Name Is", "The Real Slim Shady", "Without Me", "Just Lose It" og " We Made You "), "Not Afraid" er ikke en komedie hip hop sang, men i stedet beholder den et langt mere dyb og gennemgribende tema.
Sangen blev vist på 24/7, under forberedelserne til Floyd Mayweather vs Shane Mosley kamp.

## Kommercielle resultater
Sangen solgt 380.000 digitale downloads i den første uge, og blev det sekstende sang i historien på BillboardHot 100 der fik debut som nummer et.  " Not Afraid " er kun den anden hip hop single der debutere som nr. 1 således:" I'll Be Missing You "af Puff Daddy og Faith Evans ligner 112.  Det er den fjerde hurtigst sælgende sang, digitalt, efter "Right Round" af Flo Rida, "Boom Boom Pow" af Black Eyed Peas og hans egen samarbejde med Dr. Dre og 50 Cent på "Crack a Bottle".
I forbindelse med 2010-udgaven af BET-awards optrådte han med sangen i et medley med B.o.B's Airplanes, Part II, hvor også Hayley Williams fra Paramore er med. 
Per 9. oktober 2010, har sangen været placeret på Billboards Hot 100's top 20 i 21 uger i træk.

## Musikvideo
Musikvideoen blev optaget på gaden i midtbyen af Newark, New Jersey i USA og er instrueret af Rich Lee. Royce da 5'9" laver en gæsteoptræden i video, der havde premiere d. 5. juni 2010. 
Musikvideoen er pr. 14. december 2013 blevet vist mere end 465 millioner gange på Youtube.

## Hitlister og certifikationer
| Hitliste (2010)                                  | Højeste placering |
| ------------------------------------------------ | ----------------- |
| Australien (ARIA)                                | 4                 |
| Belgien (Ultratop 50 Flanderen)                  | 13                |
| Belgien (Ultratop 50 Vallonien)                  | 14                |
| Canada (Canadian Hot 100)                        | 1                 |
| Danmark (Track Top-40)                           | 5                 |
| Frankrig (SNEP)                                  | 97                |
| Holland (Dutch Top 40)                           | 14                |
| Irland (IRMA)                                    | 3                 |
| Italien (FIMI)                                   | 3                 |
| Japan (Japan Hot 100)                            | 2                 |
| New Zealand (RIANZ)                              | 8                 |
| Norge (VG-lista)                                 | 3                 |
| Polish Dance Chart (ZPAV)                        | 46                |
| Schweiz (Schweizer Hitparade)                    | 2                 |
| Spanien (PROMUSICAE)                             | 29                |
| Storbritannien Singles (Official Charts Company) | 5                 |
| Sverige (Sverigetopplistan)                      | 5                 |
| Sydkorea (GAON)                                  | 2                 |
| Tjekkiet (Rádio Top 100)                         | 18                |
| Tyskland (Official German Charts)                | 9                 |
| USA Billboard Hot 100                            | 1                 |
| USA Hot R&B/Hip-Hop Songs (Billboard)            | 7                 |
| USA Mainstream Top 40 (Billboard)                | 1                 |
| USA Hot Rap Songs (Billboard)                    | 2                 |
| Østrig (Ö3 Austria Top 40)                       | 5                 |

| Hitliste (2010)                          | Placering |
| ---------------------------------------- | --------- |
| Australien (ARIA)                        | 22        |
| Belgien (Ultratop 50 Flanderen)          | 73        |
| Canada (Canadian Hot 100)                | 27        |
| Schweiz (Schweizer Hitparade)            | 15        |
| Storbritannien (Official Charts Company) | 31        |
| Sverige (Sverigetopplistan)              | 34        |
| USA Billboard Hot 100                    | 24        |
| USA Rap Songs                            | 30        |
| Østrig (Ö3 Austria Top 40)               | 30        |

| Land | Certificering | Salg      |
| --- | ------------- | --------- |
| Australia (ARIA) | 2× Platin     | 140.000^  |
| Danmark (IFPI Danmark) | Guld          | 15.000^   |
| Italien (FIMI) | Platin        | 30.000*   |
| New Zealand (RMNZ) | 2× Platin     | 30.000*   |
| South Korea (Gaon Chart) |               | 567.119   |
| Schweiz (IFPI Schweiz) | Platin        | 30.000x   |
| Storbritannien (BPI) | Platin        | 600.000   |
| USA (RIAA) | 10× Platin    | 5.010.672 |
| *Salgstal baseret på certificering alene. ^Forsendelsestal baseret på certificering alene. xUspecificerede tal baseret på certificering alene. |               |           |